# Lago Calafquén
El lago Calafquén es un lago de origen glaciar ubicado a 30 km al sur de Villarrica (Provincia de Cautín, Región de la Araucanía) y a 17 km al noreste de Panguipulli (Provincia de Valdivia, Región de Los Ríos), en Chile.

## Hidrología

Diagrama unifilar de la cuenca del río Valdivia.

## Descripción
Desagua por el corto río Pullinque , que lo conecta tras cruzar la pequeña laguna Pullinque con el lago Panguipulli, parte de la cuenca alta del río Valdivia. Cuenta con 120,6 km2 de superficie, 25 km de longitud máxima y 7,7 km de ancho máximo, y se ubica a 209 m s. n. m.
Este lago posee una profundidad máxima de 212 m, una profundidad media de 115 m, un perímetro de 76.4 km y un volumen aproximado de 13.9 km3.: 25 
Las costas del sector oeste son rocosas, arcillosas, cubiertas de vegetación y con formación de playas de arena en los fondos de la ensenada. En los sectores nororiental y oriental, la costa es baja, de fácil acceso, rocosa y de arena volcánica. El agua es de color azul-verdosa, transparente, con temperaturas de 9,6 °C en invierno y 22 °C en verano. Posee siete pequeñas islas entre las que destacan Trailafquén, Balboa, Los Monos y Las Cuevas. En su ribera se encuentran los poblados de Licán Ray, Coñaripe y Calafquén.

## Historia
Recibe su nombre del mapudungún ka ḻafkeṉ, «otro lago» (en referencia al lago Villarrica).
Luis Risopatrón lo describe en su Diccionario Jeográfico de Chile de 1924:
Calafquen (Lago) 39° 32′ 72° 10′. Tiene 118 km2 de superficie i 7 islitas i se encuentra a 240 m de altitud, al N del lago de Panguipulli, al que desagua por medio del rio Guanehue. 61, XXXI, p. 191; 63, p. 463; 65, p. 273; 66, p. 253; 120, p. 57; 134; 155, p. 100; i 156; i Calaufquen en 61, XXIII, p. 441.

## Población, economía y ecología
El lago Calafquén y sus poblados son un importante centro turístico de la zona de los lagos del sur de Chile; estos poseen una gran oferta de cabañas y servicios turísticos. Las condiciones del lago Calafquén permiten la natación, la pesca deportiva y el yachting.
Forma parte del circuito turístico conocido como los Siete Lagos junto con los lagos Riñihue, Panguipulli, Pirihueico, Pullinque, Neltume y Pellaifa.

### Estado trófico
La eutrofización es el envejecimiento natural de cuerpos lacustres (lagos, lagunas, embalses, pantanos, humedales, etc.) como resultado de la acumulación gradual de nutrientes, un incremento de la productividad biológica y la acumulación paulatina de sedimentos provenientes de su cuenca de drenaje.: 4  Su avance es dependiente del flujo de nutrientes, de las dimensiones y forma del cuerpo lacustre y del tiempo de permanencia del agua en el mismo.: 24  En estado natural la eutrofización es lenta (a escala de milenios), pero por causas relacionadas con el mal uso del suelo, el incremento de la erosión y por la descarga de aguas servidas domésticas entre otras, puede verse acelerado a escala temporal de décadas o menos.: 4  Los elementos más característicos del estado trófico son fósforo, nitrógeno, DBO5 y clorofila y la propiedad turbiedad.
Existen diferentes criterios de clasificación trófica que caracterizan la concentración de esos elementos (de menor a mayor concentración) como: ultraoligotrófico, oligotrófico, mesotrófico, eutrófico, hipereutrófico. Ese es el estado trófico del elemento en el cuerpo de agua. Los estados hipereutrófico y eutrófico son estados no deseados en el ecosistema, debido a que los bienes y servicios que nos brinda el agua (bebida, recreación, higiene, entre otros) son más compatibles con lagos de características ultraoligotróficas, oligotróficas o mesotróficas.: 14 
Según un informe de la Dirección General de Aguas de 2018, el lago tenía en 2009 un bajo nivel de trofía (oligotrofia).: 25 